# Aldo Osorio
Aldo Pedro Arcángel Osorio (San Nicolás de los Arroyos, 12 giugno 1974) è un ex calciatore argentino, di ruolo attaccante.

## Caratteristiche tecniche
Era un attaccante che faceva della velocità e della potenza i suoi punti di forza. Era utilizzato come punta centrale ed era abile nel colpo di testa. 

## Carriera
Tra le principali squadre in cui ha militato si ricorda l'All Boys (seconda divisione argentina, 1998-1999, 12 presenze, 13 gol), l'Argentinos Juniors (prima divisione argentina, 1999-2000, 30 presenze, 13 gol), prima di essere acquistato dal Lecce nella stagione 2000-2001. Totalizza 20 presenze e due gol (contro Verona e Vicenza) in Serie A prima di essere ceduto nella stagione successiva in prestito al Crotone in Serie B (11 presenze, 0 gol) e Talleres (RdE), in Argentina, dove ritrova la vena del gol, realizzando 14 reti in 31 partite. La sua carriera continua in Spagna nel Numancia e poi ancora in Argentina con le maglie di Quilmes e Argentinos Juniors, dove conclude la carriera a 32 anni.
Dopo il suo ritiro dall'attività agonistica, fa parlare di sé nelle cronache rosa per la sua storia d'amore con la modella argentina Nazarena Vélez.